# Інтаферн
Інтаферн або Віндафарна (VI ст. до н. е.) — державний та військовий діяч Перської імперії Ахеменідів.

## Життєпис
Походив зі знатного перського роду. Син Ваяспари. У 522 році до н. е. разом з іншим знатними персами організував змову проти царя Бардії, якого було вбито. Новим царем було обрано Дарія, сина Віштаспи.
521 року до н. е. очолив війська для придушення повстання у Вавилоні, де владу захопив Араха, що прийняв ім'я Навуходоносора IV. Вже 27 листопада того ж року Інтаферн здобув перемогу, полонив Араху, якого за наказом царя Дарія I посадив на палю. за свої заслуги Інтаферна зображено на Бегістунській скелі, а його ім'я стоїть першим після царя на відповідному написі.
В подальшому ймовірно Інтаферн очолив перських аристократів невдоволених посиленням царської влади. За Геродотом Інтаферн разом з іншими змовниками, хто повалили Бардію, мав в будь-який час приходити до Дарія I, окрім того, коли він був з дружиною. Інтаферн порушив це. Внаслідок цього цар став підозрювати того у змові. Зрештою наказав стратити Інтаферна та усю його родину. За сучасними дослідженнями Інтаферн справді готував змову під час відсутності царя в столиці (той знаходився вЄгипті). Проте змову було викрито, а Інтаферна з синами страчено.